# صندوق إطلاق مدرع

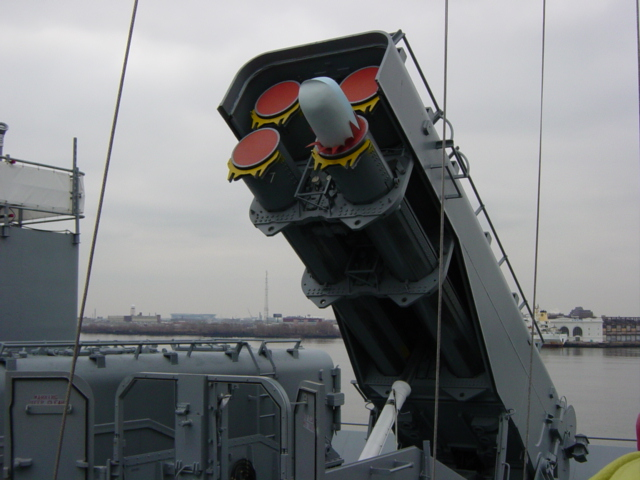
نمذج لوحدة صندوق إطلاق مدرع عند الإطلاق.

صندوق إطلاق مدرع هي حاوية محمية تحمل وتطلق أربعة صاوريخ بي جي أم-109 توماهوك تم تطويرها من قبل البحرية الأمريكي. تم إضافة الصناديق إلى البارجات من طراز أيوا في الثمانينات من القرن العشرين عند تطوير تلك صف من البارجات. يحتوي كل صندوق على أربعة صواريخ توماهوك جاهزة للإطلاق، وتم تزويد كل بارجة بثمانية صناديق، لذا كل بارجة تحمل 32 صاروخ. تم إستخادام صناديق مدرعة لإستغلال قوة تدريع البارجات، وأيضا لحماية الصواريخ الحساسة. تم إزالة بعد المدافع ذات العيار 5 بوصة لكي يتم إضافة الصناديق.
تم استخدام النظام على عدة أطرزة من السفن الأخرى، منها الطرادات النووية من طراز لونج بيتش وفرجنيا وأيضا بعض المدمرات من طراز سبروانس. زودت كل سفينة من بصندوقان، لذا تحمل كل سفينة ثمانية صواريخ. ولكن تم التوقف عن استعمال هذا النظام لصالح نظام الإطلاق العامودي. ولكن توجد مشكلة في النظامان، حيث أن لا يمكن إعادة تعبئتها في البحر وعلى العودة إلى الميناء لتزويد بالصواريخ وذلك نظرا لعدم توفر معؤدات التذخير الا بالميناء.
الصناديق موزودة بنظام تلقائي لإطفائ الحرائق، والذي يعمل عند ارتفاع درجات الحرارة إلى مستويات عالية.